# Bossaball

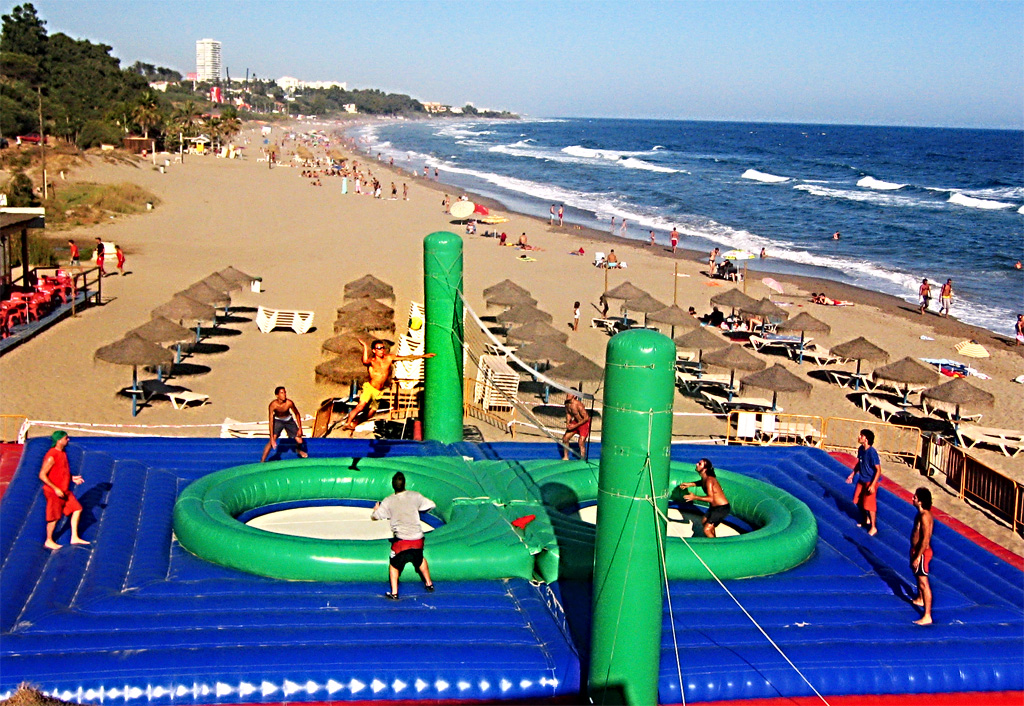

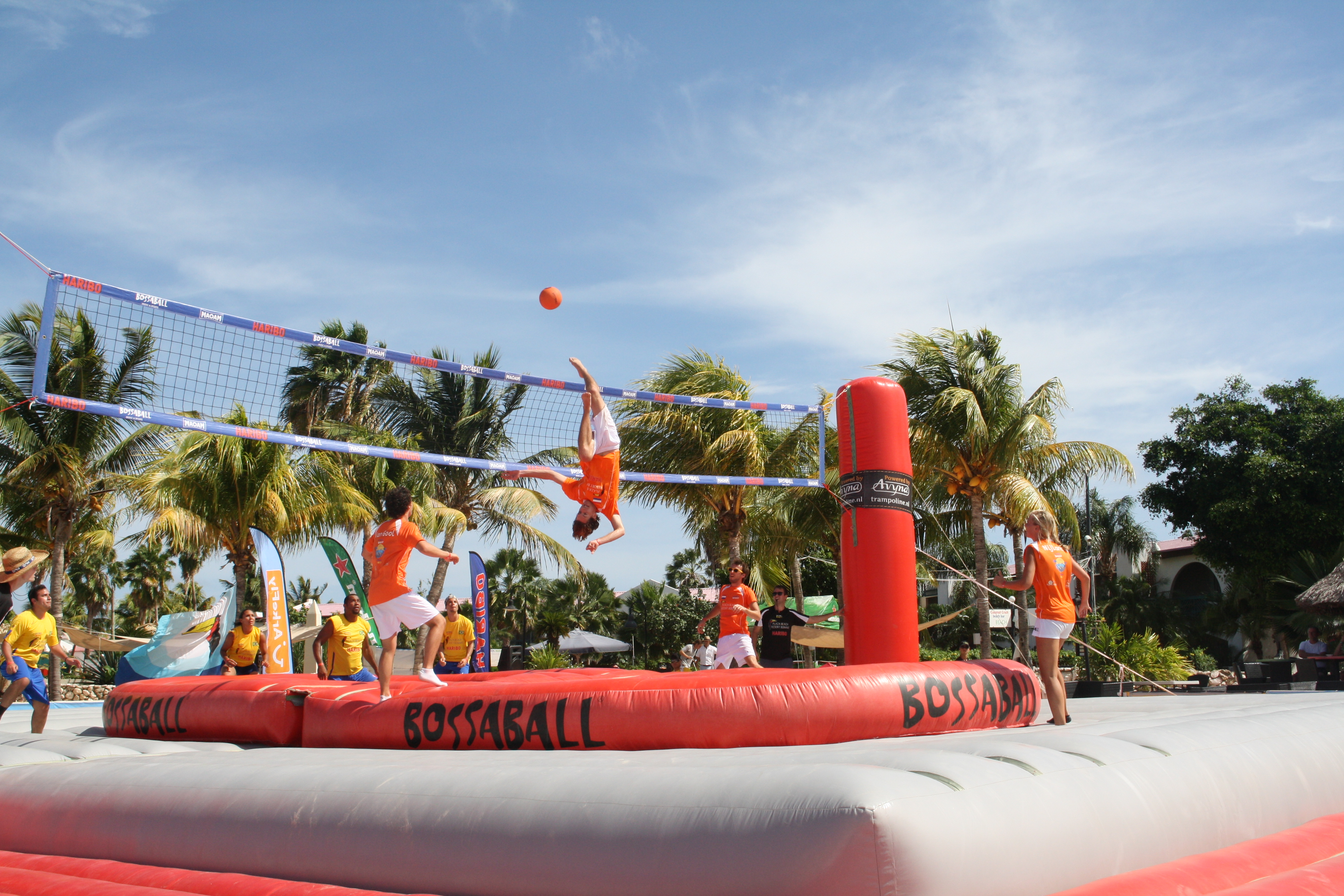

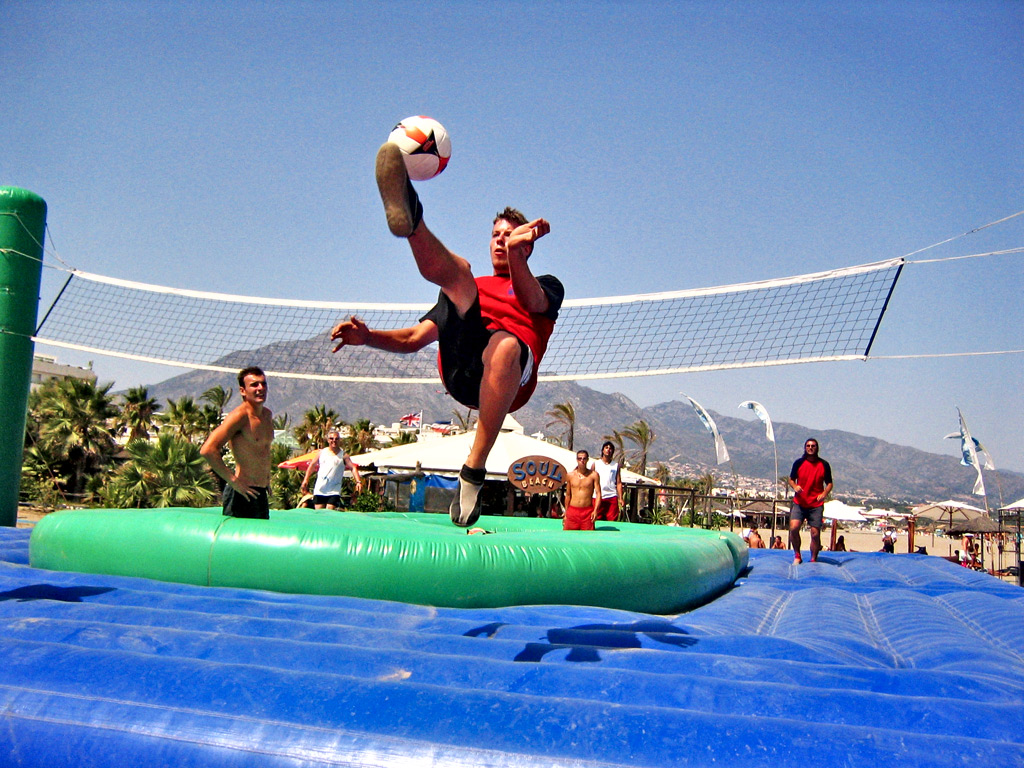

Bossaball é um esporte coletivo, praticado entre duas equipes, que teve sua origem na Espanha e foi conceitualizado pelo belga Filip Eyckmans entre 2003 e 2005. Com a combinação de futebol, futsal, ginástica, vôlei, capoeira e música, o Bossaball é jogado em uma quadra inflável com 2 trampolins separados por uma da rede. Os trampolins são a área, na qual, o jogador em que lá atua fica responsável por marcar o maior número de pontos da sua equipe.

## História
O conceito Bossaball foi criado em 2005 pelo belga Filip Eyckmans. Desde jovem, Eyckmans tinha um vínculo muito forte com o mundo esportivo e musical. No início dos anos noventa, tornou-se gerente de várias bandas de música, como dEUS e Vive la Fete. Em uma de suas múltiplas viagens com o dEUS no Brasil, ele é dominado pelo fenômeno afro-brasileiro de capoeira em uma praça do subúrbio do Recife. Ele absorve a fantástica vibração do final da tarde nas praias brasileiras onde futebol, vôlei, dança e música se fundem suavemente.
No final dos anos noventa, quando o vôlei de praia está crescendo e os trampolins bungy estão por todos os shopping centers, Eyckmans começa a agitar suas paixões, a música e os esportes, a procura de uma fusão entre diferentes técnicas corporais. Um conceito no qual a ginástica disciplinada combina sua flexibilidade, agilidade e coordenação com o elegante toque de bola de Zidane...
Bossaball nasceu. A mistura final de futebol, vôlei e ginástica coberta com uma exótica essência groove. A palavra “bossa” vem de bossa nova, um estilo de música brasileiro.

## Regras do jogo
Bossaball é um esporte de gênero misto, jogado entre duas equipes de 4 jogadores. O objetivo é que a bola caia no campo adversário. Os jogadores tem um limite de 5 toques na bola e não podem tocar a rede. O atacante é posicionado no trampolim, os outros ao redor dele ficam na parte inflável da quadra, são eles: o levantador e os laterais. A altura da rede entre os dois campos pode ser ajustada de acordo com os diferentes níveis e competições.
Duas técnicas podem ser usadas para jogar:
1. Toque de vôlei: um toque com as mãos ou antebraço.
2. Toque de futebol: exceto para as mãos, qualquer parte do corpo pode ser tocada duas vezes no máximo (conta-se como um toque).

## Pontuação

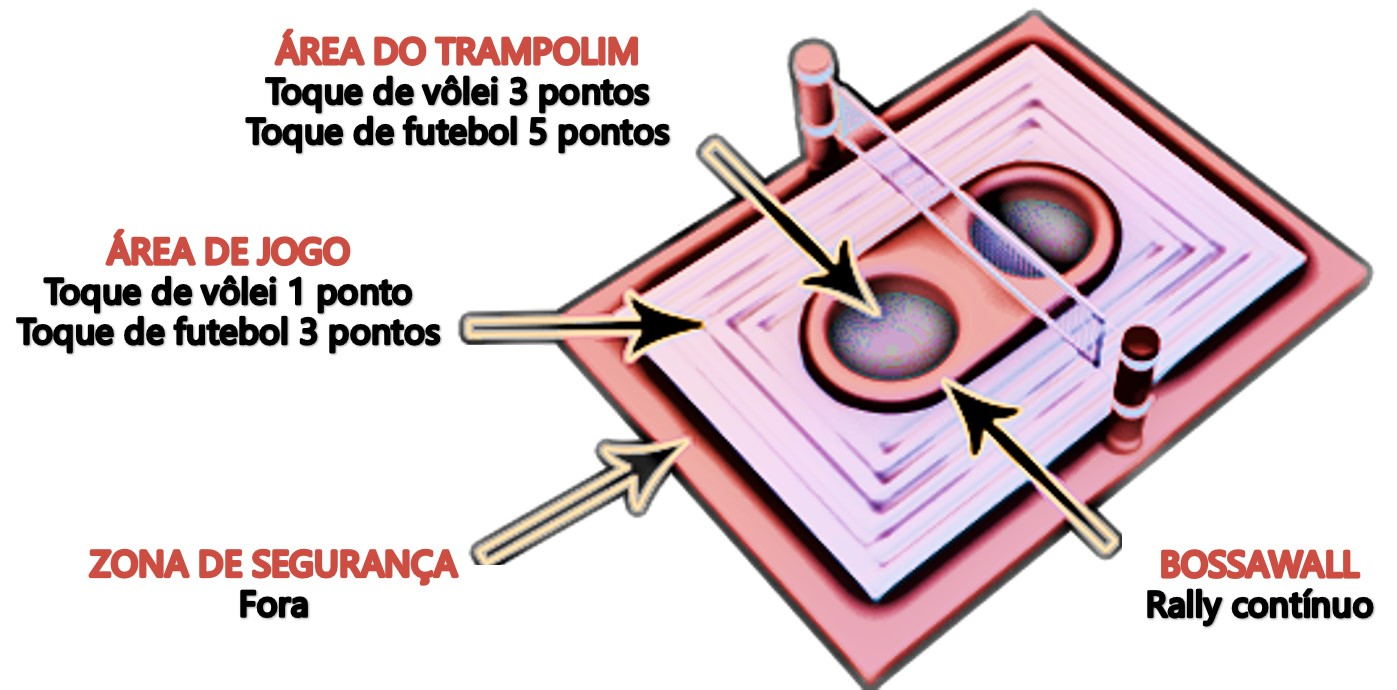

As pontuações podem ser conquistadas com um ataque bem executado como também por um erro da equipe adversária. Se a bola cair na zona de segurança é considerado bola fora. A área da Bossawall é uma zona de livre circulação, porém, se a bola cair nela é marcado ponto para o adversário.
Pontuação por toques:
Vôlei:
Quando a bola cai no campo inflável adversário (área de jogo) = 1 ponto.
Quando a bola cai no trampolim adversário = 3 pontos.
Futebol:
Quando a bola cai no campo inflável adversário (área de jogo) = 3 pontos.
Quando a bola cai no trampolim adversário = 5 pontos.

## Competições
| Ano  | Competição                                  | Local            | Campeão | Países participantes                                                       |
| ---- | ------------------------------------------- | ---------------- | ------- | -------------------------------------------------------------------------- |
| 2009 | Copa do Mundo                               | Turquia          | Holanda | Brasil, Bélgica, Holanda, Kuwait e Singapura                               |
| 2010 | Eurocopa                                    | Holanda          | Bélgica | Áustria, Bélgica, República Tcheca, Alemanha, Holanda, Eslovênia e Espanha |
| 2011 | Eurocopa                                    | Holanda          | Bélgica | Áustria, Bélgica, República Tcheca, Alemanha, Holanda, Eslovênia e Espanha |
| 2012 | Eurocopa                                    | República Tcheca | Holanda | Áustria, Bélgica, República Tcheca, Alemanha, Holanda, Eslovênia e Espanha |
| 2013 | Copa do Mundo                               | Bonaire          | Holanda | Argentina, Bélgica, Brasil, Alemanha e Holanda                             |
| 2014 | Eurocopa                                    | Holanda          | Holanda | Bélgica, Alemanha, Hungria, Itália, Holanda e Espanha                      |
| 2015 | Copa do Mundo "Bossaball completa 1 década" | Espanha          | Bélgica | Argentina, Bélgica, Holanda e Espanha                                      |
| 2016 | Copa do Mundo "#AtTheCopa" Rio 2016         | Brasil           | Holanda | Argentina, Bélgica, Brasil, Colômbia e Holanda                             |

## Árbitros Samba
A palavra Bossa pode ser traduzida para o português por gosto, estilo e talento. Geralmente é usada em combinação com a Bossa Nova. E este, é um estilo musical derivado do Samba e do Jazz, defendido pelos músicos brasileiros Antônio Carlos Jobim, Vinícius de Morais ou João Gilberto no final de 1950. O nome Bossaball é muito adequado para este esporte, porque a música é uma parte importante do jogo.

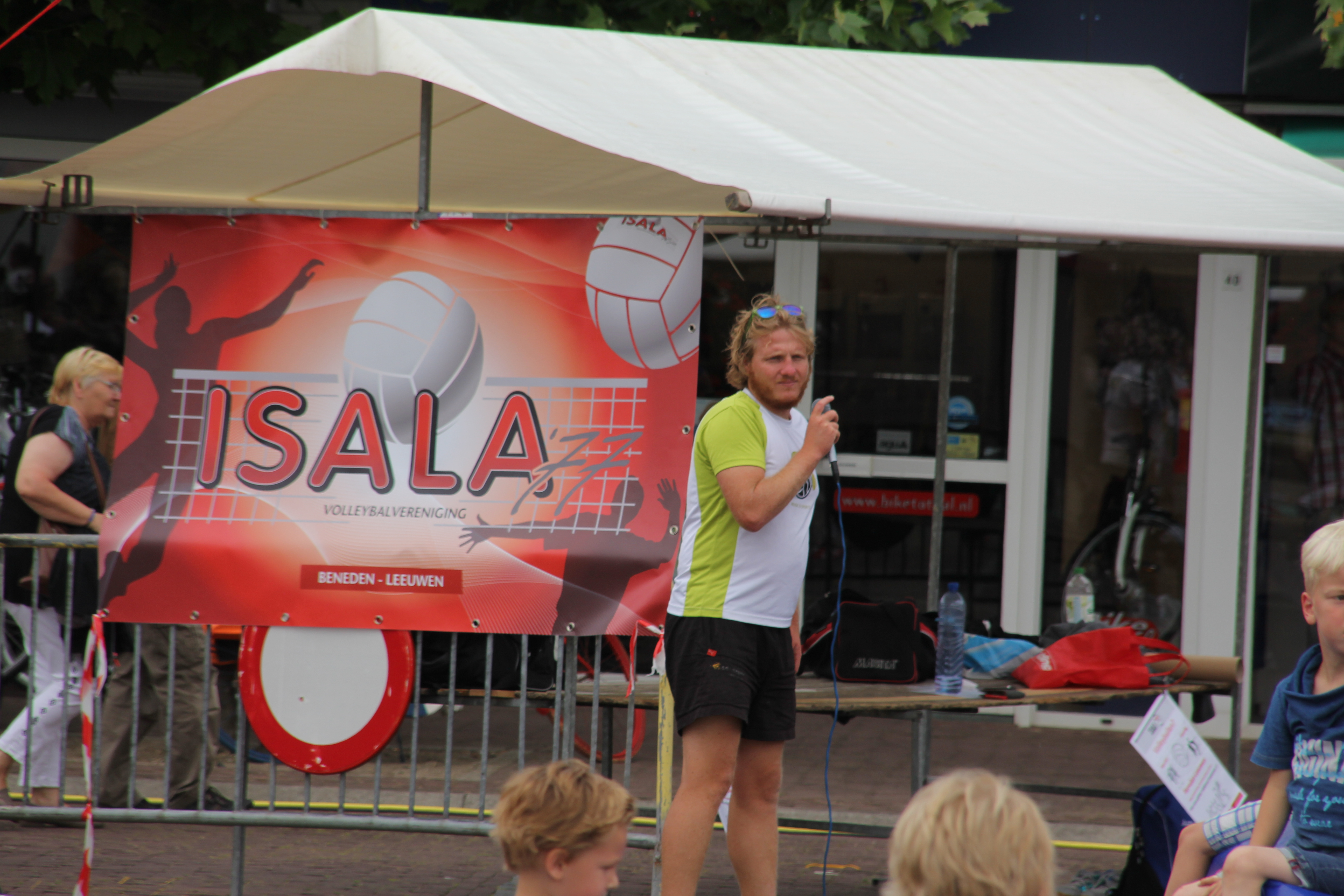

Os juízes do jogo são chamados de árbitros de samba porque não só apitam, mas também atuam como "mestres de cerimônias", equipados com o auxílio do apito, microfone, instrumentos de percussão e aparelhos de DJ. Por nem todos os espaços permitirem o uso de música, os árbitros do samba são opcionais.

## Patente

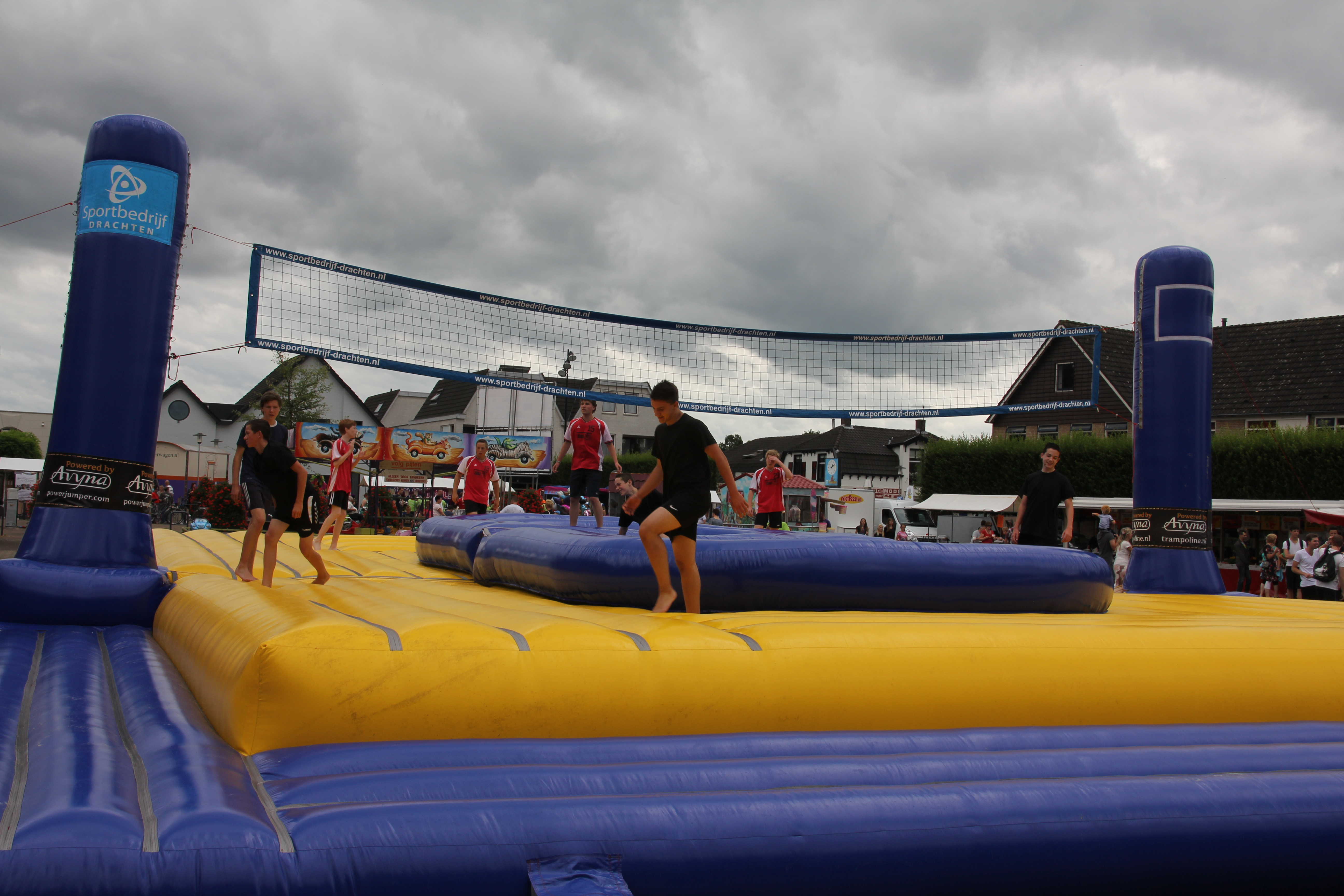

Bossaball Sports S.L. possui todos os direitos no mundo inteiro. O Bossaball Sports S.L. é protegido por direitos autorais internacionais e de marca de comércio adicional e patentes de designs no mundo inteiro, sendo assim, as quadras de Bossaball só podem ser adquiridas através do Bossaball Sports S.L. e/ou seus parceiros autorizados.